# Sauvian
Sauvian is een gemeente in het Franse departement Hérault (regio Occitanie). De plaats maakt deel uit van het arrondissement Béziers. Sauvian telde op 1 januari 2022 5.498 inwoners.

## Geografie
De oppervlakte van Sauvian bedroeg op 1 januari 2022 13,07 vierkante kilometer; de bevolkingsdichtheid was toen 420,7 inwoners per km².

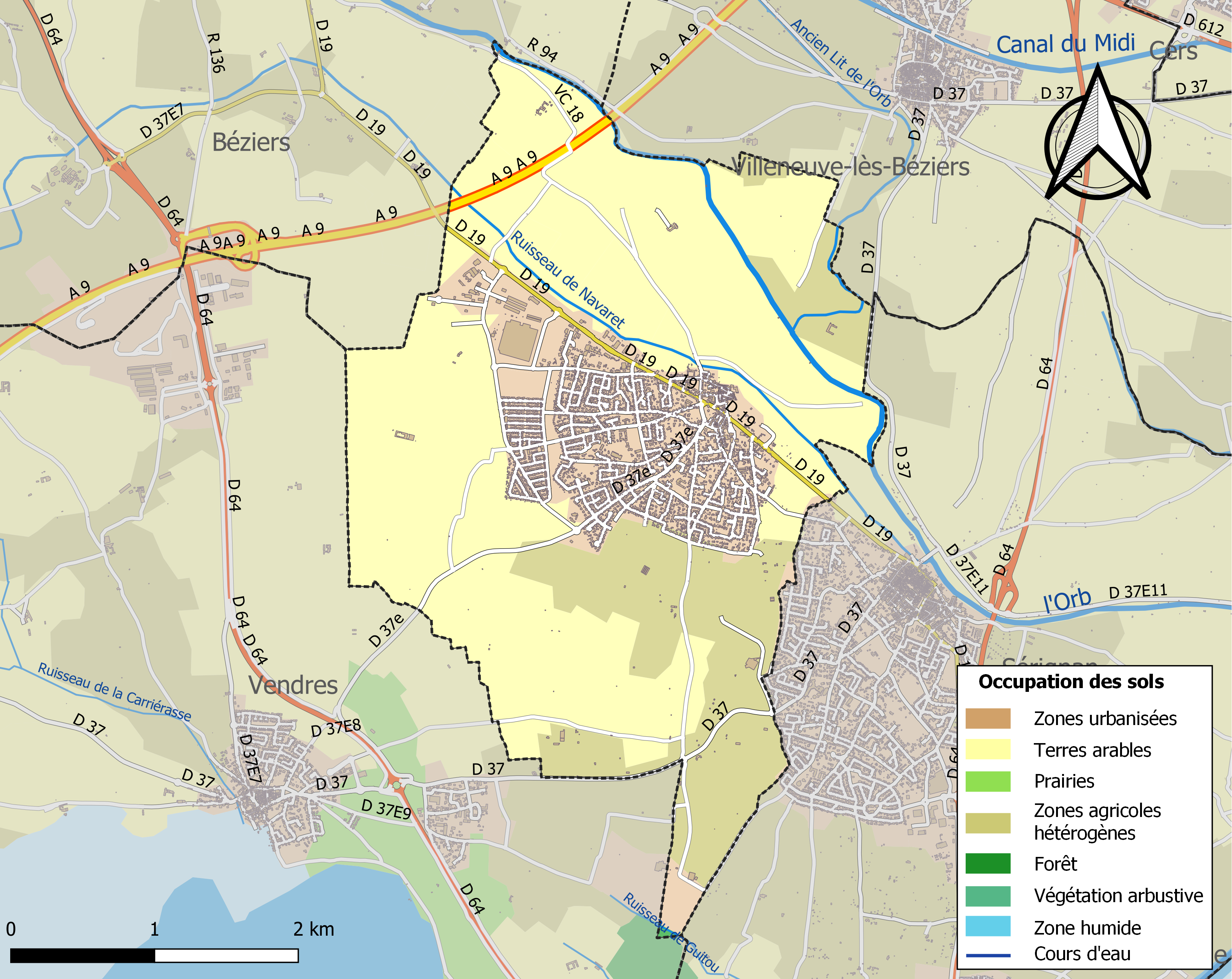
Kaart van de gemeente met belangrijkste infrastructuur, bodemgebruik en omliggende gemeenten

## Demografie
Onderstaande figuur toont het verloop van het inwonertal (bron: INSEE-tellingen).